# Onrail
onrail war ein österreichisches Reisemagazin mit den Themenschwerpunkten Reisen, Kultur, Genuss und Lebenslust. Es war ein Unternehmensmagazin der Österreichischen Bundesbahnen und lag in deren Zügen, Lounges und Verkaufsstellen auf. Die Bezeichnung onrail wurde nach einem Relaunch im Jahr 2011 gewählt. Die vorherige Bezeichnung war eurocity.
Herausgeber war die Bohmann Druck & Verlag. Die Redaktion hatte ihren Sitz in Wien. Es erschien zweimonatlich in einer Auflage von 85.000 Exemplaren und erreichte 329.000 Leser, was einer Reichweite von 5,7 Prozent entsprach.
Im Frühling 2016 lösten die ÖBB den Vertrag auf und stellten das Magazin ein. Das Online-Fachportal Travelbusiness berichtete, dass nach Informationen des Verlags das Produkt unter dem Namen Gute Reise mit dem Westbahn neu gestartet wird.